# Jean-Pierre Watiez
Jean-Pierre Watiez est un joueur de pétanque français. 

## Clubs
- ?-? : JB Buttes Chaumont (Paris)

## Palmarès[1],[2]

### Séniors

#### Championnats du Monde
Troisième
- Triplette 1990 (avec Patrick Milcos et Philippe Quintais) :  Équipe de France 2

#### Championnats de France
Champion de France
- Tête à Tête 1989 : JB Buttes Chaumont Paris

Finaliste
- Triplette 1973 (avec Daniel Bellard et Max-Eugène Vabre) : JB Buttes Chaumont Paris